# Celso Santebañes
Celso Santebañes, nome artístico de Celso Pereira Santibañez Borges (Araxá, 30 de agosto de 1994 – Uberlândia, 4 de junho de 2015), foi um modelo brasileiro que ficou nacionalmente conhecido por ser um sósia do Ken, boneco da linha Barbie.

## História
Celso nasceu em Araxá, uma pequena cidade situada no interior de Minas Gerais em 30 de agosto de 1994, filho de Marli e Célio Pereira Borges. Celso tinha dois irmãos, Celimar e Irani. Aos 16 anos de idade, saiu do interior de Minas para tentar a carreira de modelo na Cidade de São Paulo, e, mesmo enfrentando dificuldades financeiras e saudades da família, pois estava morando sozinho e longe de casa, gastava o pouco que tinha com produtos de beleza, era muito vaidoso, e assim, conseguiu se destacar nas agências, devido a sua grande beleza, e logo começou a desfilar e fotografar por diversas cidades. Nesta época, começou a ser comparado com o boneco Ken, personagem da linha Barbie, pois era parecido com este. Porém, um ano depois, em 2011, seu irmão mais velho, Celimar foi vítima de intoxicação no ambiente de trabalho por conta de veneno de rato. Ele trabalhava como operário de uma empresa e lá fazia limpeza em máquinas, e devido ao envenenamento, faleceu devido a uma hantavirose, aos 18 anos.
Desde que ficou famoso pela aparência, Celso começou a obcecar-se pelo boneco, passando a gastar todo seu dinheiro em cirurgias plásticas para parecer-se mais com o personagem, mas não era suficiente. Em pouco tempo, tornou-se conhecido nacionalmente, participando de diversos programas na televisão, como convidado a dar entrevistas e contar sobre sua experiência de vida e sua extrema vaidade, considerada por muitos como um comportamento doentio.
Em 25 de maio de 2014, ele chegou a participar do programa Domingo Show da Rede Record e contou sobre sua grande obsessão por cirurgias plásticas, inclusive revelou que ainda iria fazer mais cirurgias.
Na época em que estava internado, a mãe do modelo admitiu que ele nunca fez nenhuma cirurgia plástica e que costumava mentir. A aparência era truque de maquiagem.

## Saúde e morte
No começo de 2015, mais precisamente no dia 2 de janeiro, as constantes cirurgias e produtos de beleza passaram a danificar sua saúde: Celso passou a sentir muitas dores nas pernas, e febre, e revelou que iria realizar um procedimento para retirar o hidrogel aplicado para dar volume nas coxas, introduzido em seu organismo alguns anos antes, já que havia ficado assustado com o caso da modelo Andressa Urach, que aplicou o mesmo produto e quase perdeu as pernas.
Celso foi prontamente internado para retirar o cosmético do corpo, mas, logo após, foi constatado que estava com a imunidade extremamente baixa, e acabou-se descobrindo que o modelo estava sofrendo com um tipo de leucemia muito raro e bastante agressivo em adultos, a leucemia mieloide aguda.
Para ter melhores condições de tratamento, foi transferido para Uberlândia, a fim de realizar quimioterapia para cura do câncer que o acometeu, porém, com as semanas, teve agravamento no seu quadro de saúde, chegando a ficar um mês em coma e respirando com ajuda de aparelhos, com boletim médico informando que corria risco iminente de morte. Sua internação durou 4 meses, e saiu do coma, e apresentou muitas melhoras. Saiu do hospital em Uberlândia no final de abril e voltou para casa da família em Araxá, para realizar o tratamento em casa, com remédios e consultas em uma clínica próxima.
Porém, em 29 de maio, sua situação agravou-se, com perda de peso, hemorragia, dores e febre, Celso foi novamente internado em Uberlândia, voltou a respirar com ajuda de aparelhos e voltou a passar pelo tratamento da quimioterapia, com previsão de 30 dias de duração.
Às 16h30 da quinta-feira, 4 de junho de 2015, Celso Santebañes faleceu, vítima de pneumonia, em consequência do câncer, já em fase terminal. Seu corpo foi levado de Uberlândia para Araxá, e foi velado na casa de seu avô, e sepultado em um cemitério local, no mesmo túmulo de seu irmão Celimar.

## Na cultura popular
O legado de fama deixado por Celso foi totalmente enorme, inclusive pela sua beleza e carisma extremo. Por mais que ele fosse bem falado pelo público, ainda havia repercussão negativa pelo fato de acharem que a tal obsessão de Celso pela beleza do boneco Ken estava indo longe demais. No entanto, não foi só a sua fama que acabou sendo reconhecida, pois haviam alguns rumores de uma suposta "maldição" que rondavam a família, afinal, 4 anos antes da morte de Celso, o seu irmão mais velho, Celimar, havia falecido, e essa não foi a única morte que aconteceu na família. Poucos tempos após o falecimento de Celso, mais precisamente um mês e cinco dias após, seu pai, Célio, foi vítima de um atropelamento no dia 10 de julho de 2015, enquanto trabalhava num canteiro de obras em uma empresa de limpeza urbana de Araxá, e estava no canteiro central da Av. Geraldo Porfírio Botelho, quando foi atropelado por um carro. O motorista estava dirigindo embriagado.
Após o acidente, ele foi socorrido por militares do Corpo de Bombeiros com fratura em umas das pernas, contusão generalizada por todo o corpo e traumatismo craniano para o Pronto Atendimento Municipal da cidade. No dia 13 de julho, foi confirmada a morte encefálica, mas Célio foi mantido vivo com ajuda de aparelhos. Em seguida, foi transferido para o hospital após uma parada cardíaca. O suspeito pelo acidente foi liberado no mesmo dia por ordem judicial e também foi mediante pagamento de fiança. Célio faleceu às 3h da madrugada do dia 16 de julho.